# 金秉俊
金秉俊（谚文：김병준，朝鲜汉字：金秉俊）（1988年2月8日—）是韩国男子短道速滑运动员。

## 职业生涯
在2007年世界短道速滑锦标赛中，金秉俊获得5000米接力金牌。

## 外部連結
- 2011亚洲冬季运动会官方网站(英文)
- 金秉俊-国际滑冰联盟（ISU）